# 미나 (이탈리아의 가수)

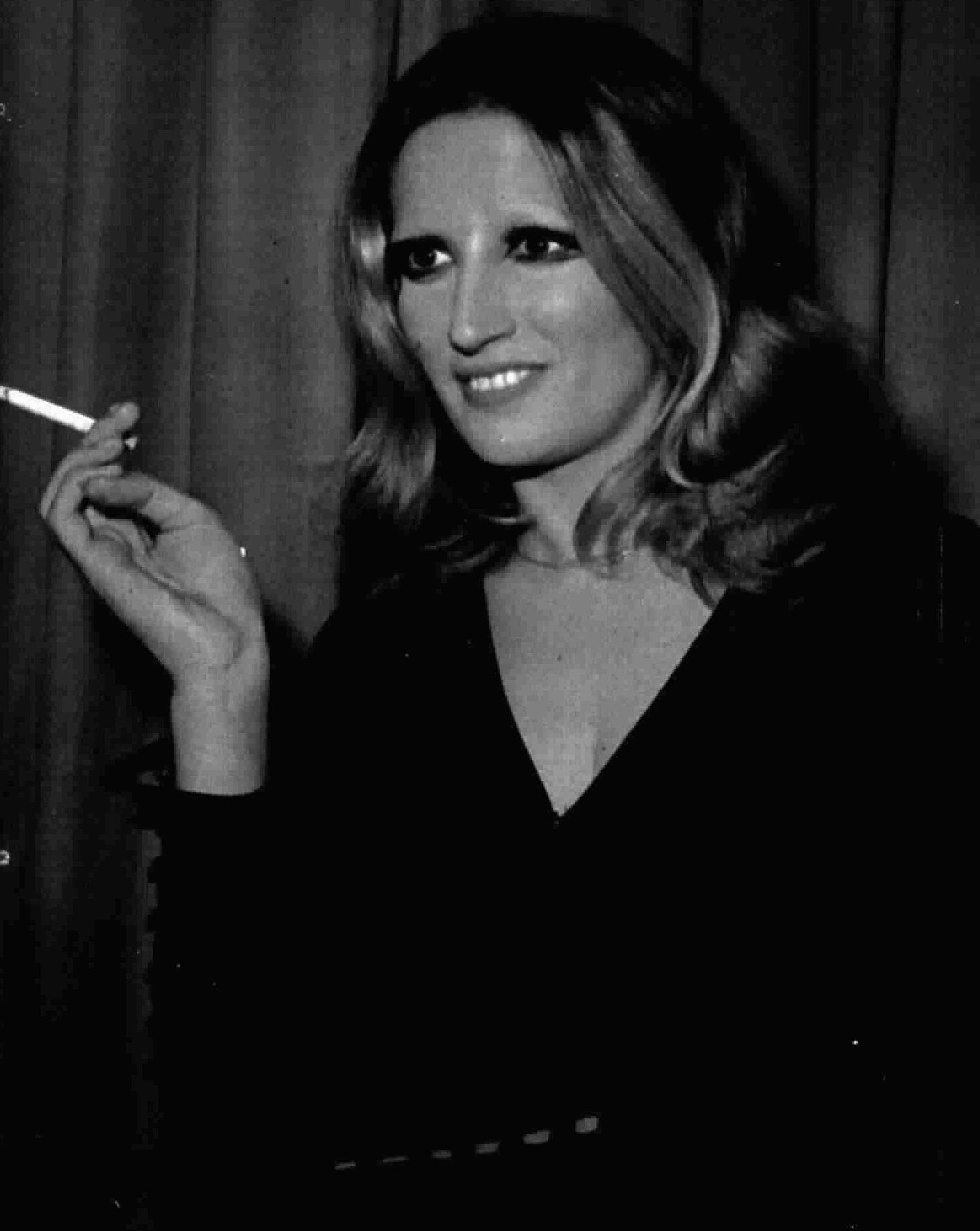
미나

미나(이탈리아어: Mina, 본명: 미나 안나 마리아 마치니(Mina Anna Maria Mazzini), 1940년 3월 25일 ~ )는 이탈리아의 대중음악 가수이다. 1960년대 중반에서 1970년대 중반까지 이탈리아 대중음악계에서 중요한 인물이었다. 3옥타브의 음역대와 해방된 여성의 이미지로 유명하다.

## 음반
- Tintarella di luna (1960)
- Il cielo in una stanza (1960)
- Due note (1961)
- Moliendo café (1962)
- Renato (1962)